# Hypocharassus sinensis
Hypocharassus sinensis är en tvåvingeart som beskrevs av Yang 1998. Hypocharassus sinensis ingår i släktet Hypocharassus och familjen styltflugor. Inga underarter finns listade i Catalogue of Life.